# Андрес Максьо
Андрес Максьо (дан. Andreas Maxsø, нар. 18 березня 1994) — данський футболіст, захисник клубу МЛС «Колорадо Репідз».
Виступав, зокрема, за молодіжну збірну Данії, а також олімпійську збірну Данії.

## Клубна кар'єра
У дорослому футболі дебютував 2013 року виступами за команду клубу «Нордшелланд», кольори якої захищає й донині.

## Виступи за збірні
2013 року провів один матч у складі юнацької збірної Данії.
Протягом 2013–15 років залучався до складу молодіжної збірної Данії. На молодіжному рівні зіграв у 10 офіційних матчах.
2016 року захищав кольори олімпійської збірної Данії. У складі цієї команди провів 4 матчі. У складі збірної — учасник футбольного турніру на Олімпійських іграх 2016 року у Ріо-де-Жанейро.
| Дата       | Місто      | Господарі | Результат | Гості  | Турнір           | Голи | Примітки |
| ---------- | ---------- | --------- | --------- | ------ | ---------------- | ---- | -------- |
| 11-11-2020 | Бреннбю    | Данія     | 2 – 0     | Швеція | товариський матч | -    | 46' 67'  |
| 29-3-2022  | Копенгаген | Данія     | 3 – 0     | Сербія | товариський матч | -    | 80'      |
| Усього     |            | Матчів    | 2         |        | Голів            | 0    |          |

## Титули і досягнення
- Чемпіон Данії (1):

«Брондбю»: 2020-21